# Zoloti vorota (métro de Kiev)
Zoloti vorota (ukrainien : Золоті ворота) est une station de la ligne Sirets'ko-Petchers'ka (M3) du métro de Kiev. Elle est située dans le raïon de Chevtchenko de la ville de Kiev en Ukraine.
Mise en service en 1989, elle est desservie par les rames de la ligne M3. Elle est en correspondance avec la station Teatralna desservie par la ligne Svyatochins'ko-Brovars'ka (M1). Le service est arrêté ou perturbé depuis l'invasion de l'Ukraine par la Russie en 2022.

## Situation sur le réseau
Établie en souterrain, la station Zoloti vorota, est une station de passage de la Ligne Sirets'ko-Petchers'ka (M3) du métro de Kiev. Elle est située entre la station Loukianivska, en direction du terminus ouest Syrets, et la station Palats sportou, en direction du terminus est, Tchervonyï khoutir.
Elle dispose d'un quai central encadré par les deux voies de la ligne.

## Histoire
La station Zoloti vorota est mise en service le 31 décembre 1989, lors de l'ouverture à l'exploitation de la première section de la ligne M3 de Zoloti vorota à Mechnikova (renommée depuis Klovska). La station est due aux architectes AT. Zhegerin et B. Zhegerin ainsi qu'aux artistes G. Koren, V. Fedko, S. Adamenko et M. Ralko.

## Services aux voyageurs

### Desserte
Zoloti vorota est desservie par les rames de la ligne M3.

Installations
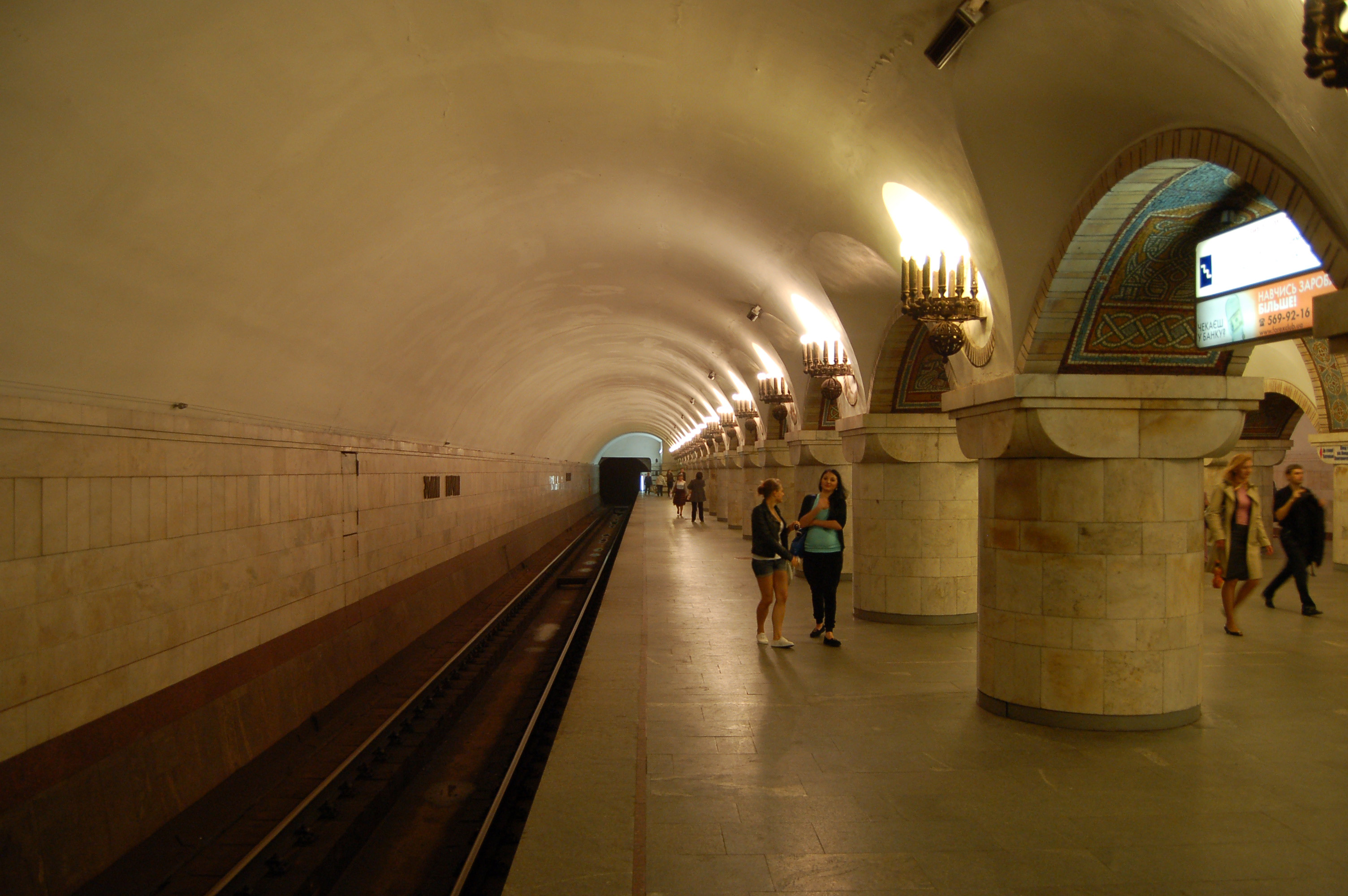
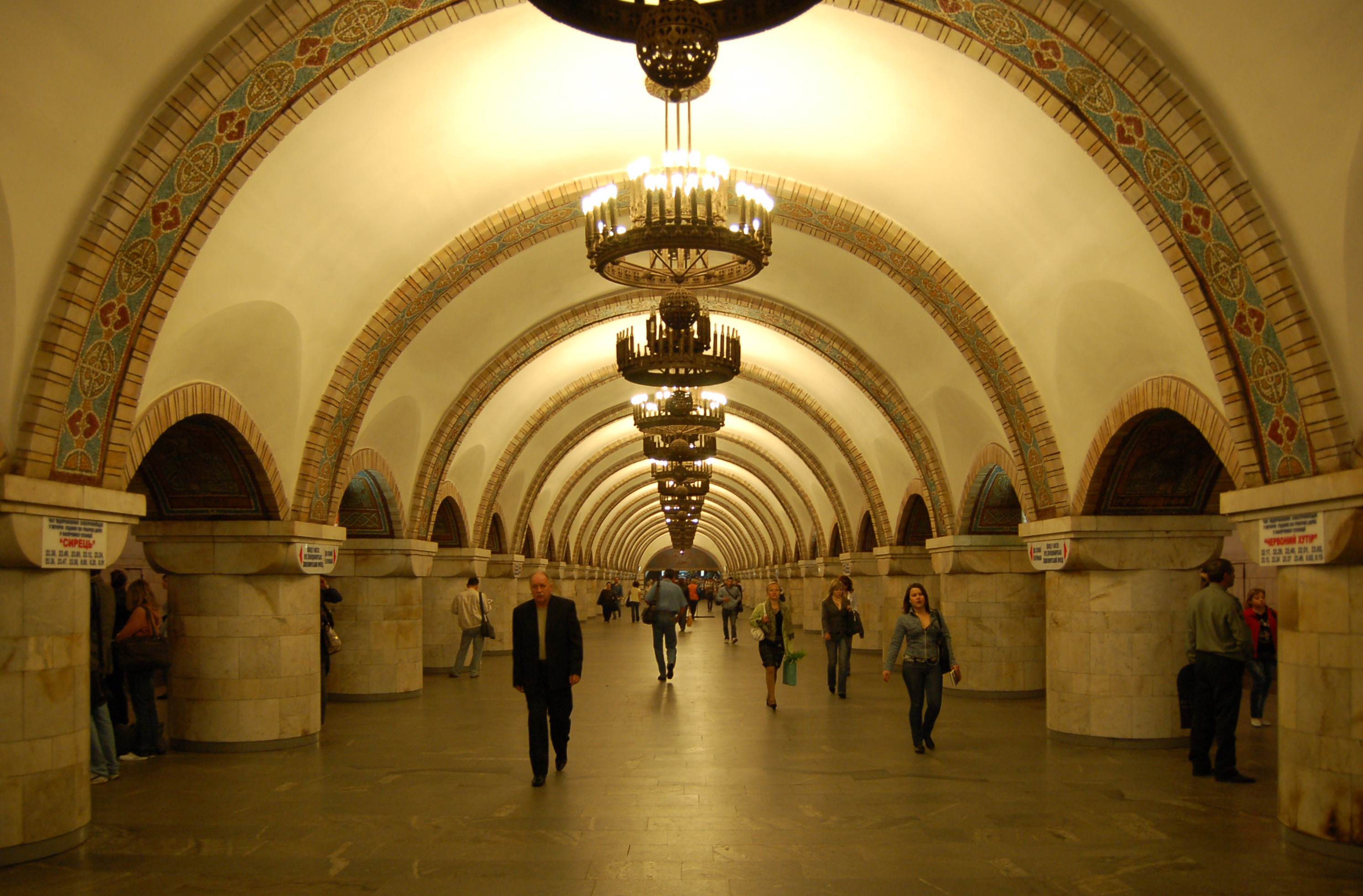
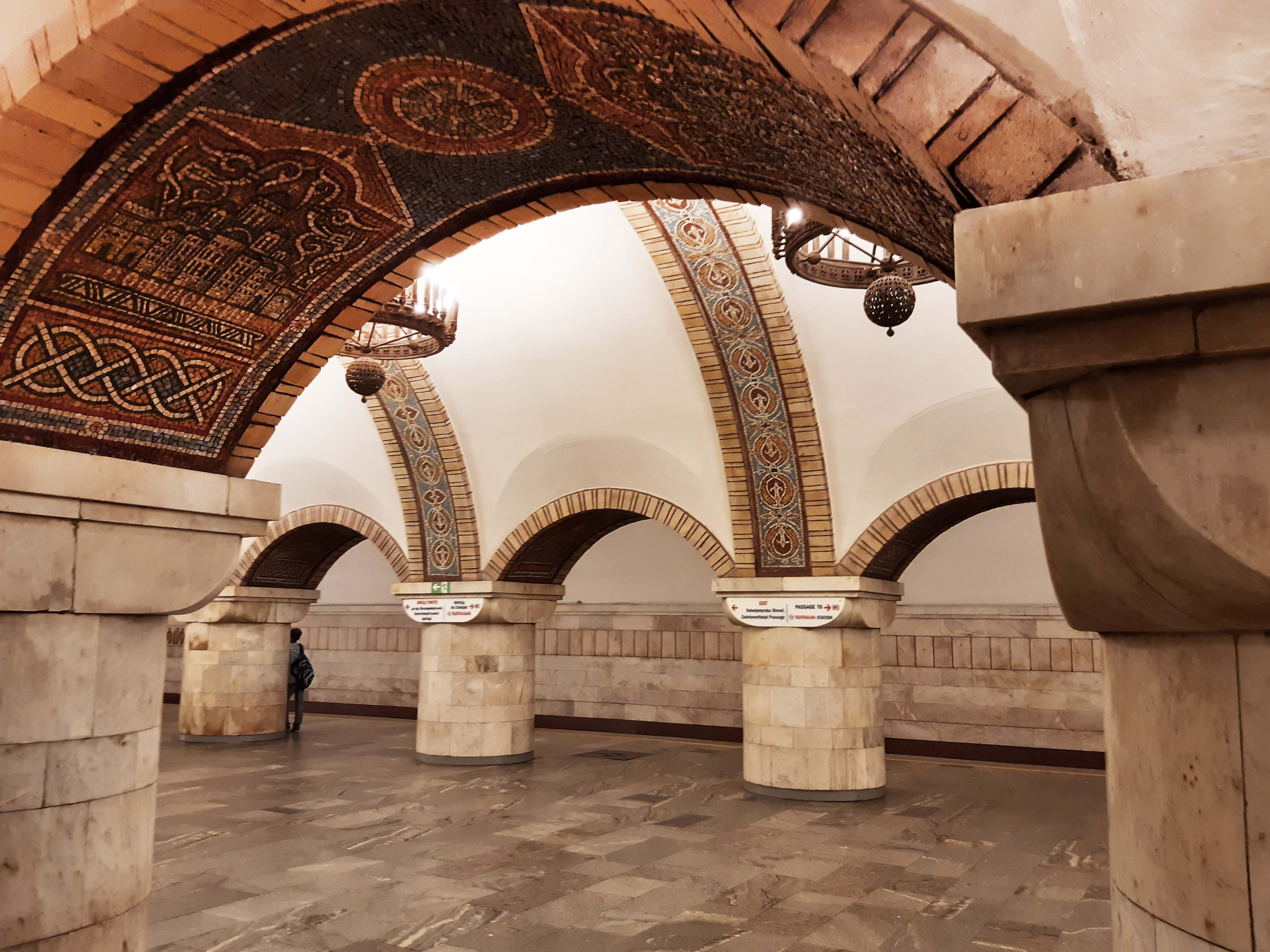